# امید (نقاشی)
امید (به انگلیسی: Hope) نقاشی رنگ روغن نمادگرایانه‌ای اثر جرج فردریک واتس است. واتس دو نسخۀ اول را در ۱۸۸۶ کامل کرد. این اثر، کاملا متفاوت از شیوه‌های پیشین پردازش از این موضوع، زنی تنها را با چشم‌بند نشان می‌دهد که روی کره‌ای نشسته است و چنگ رومی‌ای که فقط یک سیمش باقی مانده را می‌نوازد. پس‌زمینه تقریبا خالی است و تنها خصیصۀ قابل رویت آن یک ستاره است. واتس از عمد از نمادگرایی بهره برد که سنتا با امید ارتباطی نداشت تا از این طریق معنای نقاشی را مبهم نماید. اگر چه کاربرد رنگ در نقاشی امید بسیار تحسین شد، در زمان نمایشش بسیاری از منتقدان نقاشی را نپسندیدند. امید در میان جنبش‌های هنری که زیبایی را هدف اصلی هنر تلقی می‌کردند و به ابهام پیام آن توجهی نمی کردند، محبوب گشت. بازتولیدهای از این اثر سریعا به شیوۀ پلاتینوتایپ و سپس چاپ کاربن ارزان آغاز به فروش کرد.
واتس با اینکه پیشنهادهای خرید فراوانی گرفت، موافقت کرده بود که مهم‌ترین آثارش را به ملت اهدا کند و نامناسب دانست که تابلوی امید را مجزا کند. در نتیجه بعد در سال ۱۸۸۶ به همراه دستیارش سسیل شات نسخۀ دومی نقاشی کرد. او پس از تکمیل نسخۀ دوم، نسخۀ اصلی را فروخت و رونگاشت را به موزۀ ویکتوریا و آلبرت اهدا کرد. بدین گونه، نسخۀ دوم از نسخۀ اصلی شناخته شده‌تر است. واتس حداقل دو نسخۀ دیگر را از این اثر، بابت فروش خصوصی نقاشی کرد.
بازتولیدهای ارزان امید، و از سال ۱۹۰۸ چاپنقش‌های با کیفیت بالا، سبب دست به دست گشتن نگاره در مقادیر بسیار و محبوبیت همگانی آن شد. رئیس‌جمهور تئودور روزولت رونگاشتی را از نقاشی در خانه‌اش Sagamore Hill در نیویورک در معرض دید گذاشته بود. بازتولیدهای اثر در تمام دنیا دست به دست شد. فیلمی به سال ۱۹۲۲ خلق واتس از این نقاشی و داستان خیالی ورای آن را به تصویر کشید. نقاشی امید در این دوران ازمدافتاده و احساساتی به چشم می‌آمد و واتس به سرعت از مد افتاد. گالری تیت در سال ۱۹۳۸ از اینکه مجموعۀ آثار واتس در نمایش دائمی گالری باشد دست کشید.

## زمینه
جرج فردریک واتس در سال ۱۸۱۷ در لندن در خانوادۀ سازندۀ ساز متولد شد. دو برادرش در سال ۱۸۲۳ و مارش در سال ۱۸۲۶ مردند و واتس در تمام طول زندگی‌اش به دل مشغولی با مرگ دچار بود. در همین حال شیوۀ مسیحیت انجیلی سخت‌گیر پدرش منجر به هم دانشی عمیق از انجیل و هم تنفری شدید از دین نهادینه شد. واتس در ده سالگی شاگرد مجسمه‌سازی شد و شش سال بعد چنان هنرمندی خبره گشت که با چهره‌نگاری و تصویرگری کریکت امرار معاش می‌کرد. او در ۱۸ سالگی در آکادمی سلطنتی هنر پذیرفته شد اما روش آنها را نپسندید و متناوب حضور می‌یافت. واتس در ۱۸۳۷ از سوی غول ناوگان دریایی یونان، الکساندر کنستانتین یونیدس ماموریت یافت که تک‌چهرۀ پدر ایشان را که ساموئل لین کشیده بود رونگاری کند. یونیدس نسخۀ واتس را به اصل اثر ترجیح داد و بلافاصله کار دو نقاشی دیگر از او را به واتس محول کرد و این سفارش‌ها به واتس این اختیار را داد که تمام وقت خودش را وقف نقاشی کند.
واتس در سال ۱۸۴۳ به ایتالیا عزیمت کرد و چهار سال ماندگار شد. او در برگشت به افسردگی دچار شد و تعدادی اثر بسیار غم‌انگیز نقاشی کرد. مهارت‌های وی را زیاده تجلیل کردند و او به سال ۱۸۵۶ قصد کرد که خود را وقف چهره‌نگاری کند. تک‌چهره‌های او بسیار زیاد ارزشمند تلقی می‌شد. وی در سال ۱۸۶۷ به عنوان عضو فرهنگستان سلطنتی انتخاب شد. این عنوان در آن زمان بالاترین افتخار موجود برای یک هنرمند بود. او با این همه سریع از فرهنگ آکادمی سلطنتی سرخورده شد. واتس از سال ۱۸۹۰ به بعد به طرز گسترده‌ای نقاش نامداری در موضوعات تمثیلی و اسطوره‌ای شد. او در این زمان از ارزشمندترین نقاشان جهان به شمار می‌رفت. واتس در سال ۱۸۸۱ گالری‌ای با سقف شیشه‌ای به خانه‌اش در Little Holland House افزود که آخر هفته‌ها به روی عموم باز بود و باعث شد شهرتش بیشتر شود. موزه هنر متروپولیتن در سال ۱۸۸۴ میزبان ۵۰ اثر منتخب او بود.

## موضوع
مسیحیان سنتاً امید را فضیلتی الهی (فضیلتی که با فیض خدا در ارتباط بیشتری است تا کار یا خودسازی) قلمداد می‌کردند. بازنمایی‌های هنری این تشخیص از دوران باستان تصویر زنی جوان است که معمولا گل یا لنگری در دست دارد.

## باراک اوباما و تابلوی امید
جرمای رایت، پیشوای مذهبی سابق باراک اوباما، ۲۰ سال پیش در همایشی این تابلو را منبعی الهام‌بخش توصیف کرد. او گفت: «در این تابلو زن جوان، حال و روز یک قربانی جنگ را دارد؛ ولی در عین حال بی‌پروایی و شهامت امید را به نمایش می‌گذارد.»
باراک اوباما هرگز این تصویر و توصیف را فراموش نکرد. او از همین عبارت در نطق سال ۲۰۰۴ و زمان انتخاب‌اش به عنوان سناتور و همین‌طور در عنوان کتاب دوم خود استفاده کرد. چرا که این اثر قرن نوزدهمی، الهام‌بخش عبارت مشهور و تیتر کتاب باراک اوباما، یعنی «بی‌پروایی امید» شد.